# جاكي شمعون
جاكي شمعون (21 أكتوبر 1991) متزلجة أولمبية لبنانية. مثلت لبنان في الألعاب الأولمبية الشتوية 2010 و2014 في سوتشي بروسيا. تسربت إلى فيسبوك أثناء تنافسها خلال الألعاب الأولمبية الشتوية 2014 في سوتشي بروسيا صور شبه عارية لها كانت صورتها خلال تصوير روزنامة نمساوية.

## النشأة والمسيرة
ولدت جاكي في دير القمر في لبنان. وهي خبيرة في الاتصالات وحصلت على شهادة الإدارة الرياضية من معهد غليون للتعليم العالي في سويسرا. بدأت مسيرتها في التزلج من عمر 3 سنوات في فاريا بلبنان. وشاركت في بطولات التعرج والتعرج الطويل في 2010 و2013 في كندا والنمسا.

### تسرب الصور شبه العارية
بينما كانت جاكي شمعون تتنافس في الألعاب الأولمبية الشتوية 2014 في سوتشي بروسيا إد تسربت إلى فيسبوك صور شبه عارية لها اُلتطقت خلال تصوير روزنامة نمساوية. وانتشرت هده الصور بين مستخدمي فيسبوك وأثارت ردود فعل متناقضة. وأصبح وسم #جاكي شمعون (بالإنجليزية: Jackie_Chamoun#)‏ أكثر الوسوم انتشارا في لبنان حتى إنه تفوق على وسم #لبنان. وأطلق ناشطون لبنانيون في 11 فبراير مبادرة في مواقع التواصل الاجتماعي لمساندة جاكي شمعون اسموها «لست عاريا أو لست عارية» وتتمثل في التقاط الناشطين ذكورا وإناثا لصور شبه عارية لهم وهم يحملون لوحات كتبت عليها «أنا لست عاريا/عارية» (بالإنجليزية: I AM NOT NAKED)‏ أو تعر من أجل جاكي (بالإنجليزية: STRIP FOR JACKIE#)‏ وقالوا أنه يجب على الحكومة التركيز على قضايا أكثر الحاحا عقب طلب وزير الشباب والرياضة فيصل كرامي فتح تحقيق عاجل في الموضوع واتخاذ التدابير اللازمة وأن ما قامت به شمعون هو حرية شخصية.

## الزواج
في أيار 2017 تزوجت من لاعب كرة القدم الفرنسي المعتزل كريستيان كاريمبو في حفل أقيم في بيروت. في تشرين الأول 2017 أنجبت إبنتها غايا منه.

## وصلات خارجية
- جاكي شمعون على موقع الاتحاد الدولي للتزلج (التزلج على المنحدرات الثلجية) (الإنجليزية)
- جاكي شمعون على موقع أوليمبيديا (الإنجليزية)

- جاكي شمعون  على فيسبوك.
- صفحة جاكي شمعون في موقع الألعاب الأولمبية 2014 بسوتشي نسخة محفوظة 22 فبراير 2014 على موقع واي باك مشين.
- حملة تعر من أجل رياضية لبنانية في سوتشي قناة سي إن إن العربية في يوتيوب، 16 فبراير 2014